# Paris-Roubaix 2005
Paris-Roubaix 2005 a fost a 103-a ediție a Paris-Roubaix, o cursă clasică de ciclism de o zi din Franța. Evenimentul a avut loc pe 10 aprilie 2005 și s-a desfășurat pe o distanță de 259 kilometri până la velodromul din Roubaix. Câștigătorul a fost Tom Boonen din Belgia de la echipa Quick-Step–Innergetic.

## Rezultate
| Loc | Concurent                 | Echipă                | Timp       |
| --- | ------------------------- | --------------------- | ---------- |
| 1   | Tom Boonen (BEL)          | Quick-Step–Innergetic | 6h 29' 38" |
| 2   | George Hincapie (USA)     | Discovery Channel     | a.t.       |
| 3   | Juan Antonio Flecha (ESP) | Fassa Bortolo         | a.t.       |
| 4   | Magnus Bäckstedt (SWE)    | Liquigas–Bianchi      | + 1' 39"   |
| 5   | Lars Michaelsen (DEN)     | Team CSC              | + 2' 43"   |
| 6   | Léon van Bon (NED)        | Davitamon–Lotto       | + 3' 49"   |
| 7   | Florent Brard (FRA)       | Agritubel–Loudun      | + 3' 49"   |
| 8   | Fabian Cancellara (SUI)   | Fassa Bortolo         | + 3' 49"   |
| 9   | Thor Hushovd (NOR)        | Crédit Agricole       | + 3' 49"   |
| 10  | Arnaud Coyot (FRA)        | Cofidis               | + 3' 49"   |